# Locomotiva FS 877
Le locomotive gruppo 877 erano locotender a vapore, a 2 cilindri e doppia espansione, di rodiggio 1-3-0, che le Ferrovie dello Stato italiane incorporarono nel proprio parco, come preda bellica, in seguito alla sconfitta dell'Austria nella prima guerra mondiale.

## Storia
Le cinque locomotive, ex-KkStB gruppo 199, costruite dalla Krauss di Linz negli anni tra 1908 e 1911, nel 1918, in seguito alla sconfitta dell'Austria nella prima guerra mondiale, vennero comprese nel risarcimento danni di guerra all'Italia e riclassificate come FS 877. Tre unità, la 877.001, la 002 e la 005 facevano già servizio sulla linea Bolzano-Merano-Malles; il 30 giugno 1918 le tre unità citate risultavano in carico all'impianto di Merano, le altre due nell'area friulana. Svolsero servizio sotto le FS, fino alla elettrificazione in corrente alternata trifase nel 1934, tra Bolzano, Merano e Malles e solo tra Merano e Malles successivamente; la loro radiazione avvenne entro il 1938.

## Caratteristiche
Le locomotive del gruppo 877 erano macchine a vapore saturo, a 2 cilindri e a doppia espansione; il rodiggio era costituito da tre assi motori accoppiati e ruota di guida portante anteriore. La velocità massima era di 60 km/h. La potenza della macchina era di circa 400 CV.

## Corrispondenza locomotive ex kkStB e numerazione FS[5]
| Numero e gruppo FS | numero e gruppo kkStB | fabbrica | anno di fabbricazione | demolizione o alienazione |
| ------------------ | --------------------- | -------- | --------------------- | ------------------------- |
| 877.001            | 199.01                | Krauss   | 1908                  | 1938                      |
| 877.002            | 199.02                | Krauss   | 1908                  | 1938                      |
| 877.003            | 199.08                | Krauss   | 1909                  | ?                         |
| 877.004            | 199.17                | Krauss   | 1910                  | ?                         |
| 877.005            | 199.19                | Krauss   | 1911                  | 1938                      |